# 목젖
목젖 또는 구개수(口蓋垂)는 입 안쪽(구개)의 늘어진 부분을 가리킨다. 발생학적으로는 구개의 좌우 조직이 하나로 연결되는 단계에서 남아있는 부분이다. 음주나 피로에 의해 구개수가 연구개나 설근과 함께 종양을 일으켜 기도를 막으면 코골이의 원인이 된다. 또 원래 구개수가 큰 사람은 코를 골기 쉽다. 목젖은 사람에게만 발견된다.
연구개 중앙 후면 가장자리에서 돌출된 원뿔형 돌기이다. 이 돌기는 다수의 꽈리샘과 일부 근섬유를 포함하는 결합 조직으로 구성되어 있다. 또한 묽은 침을 생성하는 많은 장액샘을 포함한다.

## 구조

### 근육
목젖의 근육 부분(구개수근, 라틴어: musculus uvulae)은 목젖을 짧고 넓게 만든다. 이는 연구개의 후면 윤곽을 변화시킨다. 이러한 윤곽의 변화는 연구개가 삼킬 때 후부 인두벽에 밀착되어 비인두를 닫는 데 도움을 준다.
목젖의 근육은 미주신경의 인두가지에 의해 조절된다.

### 변이

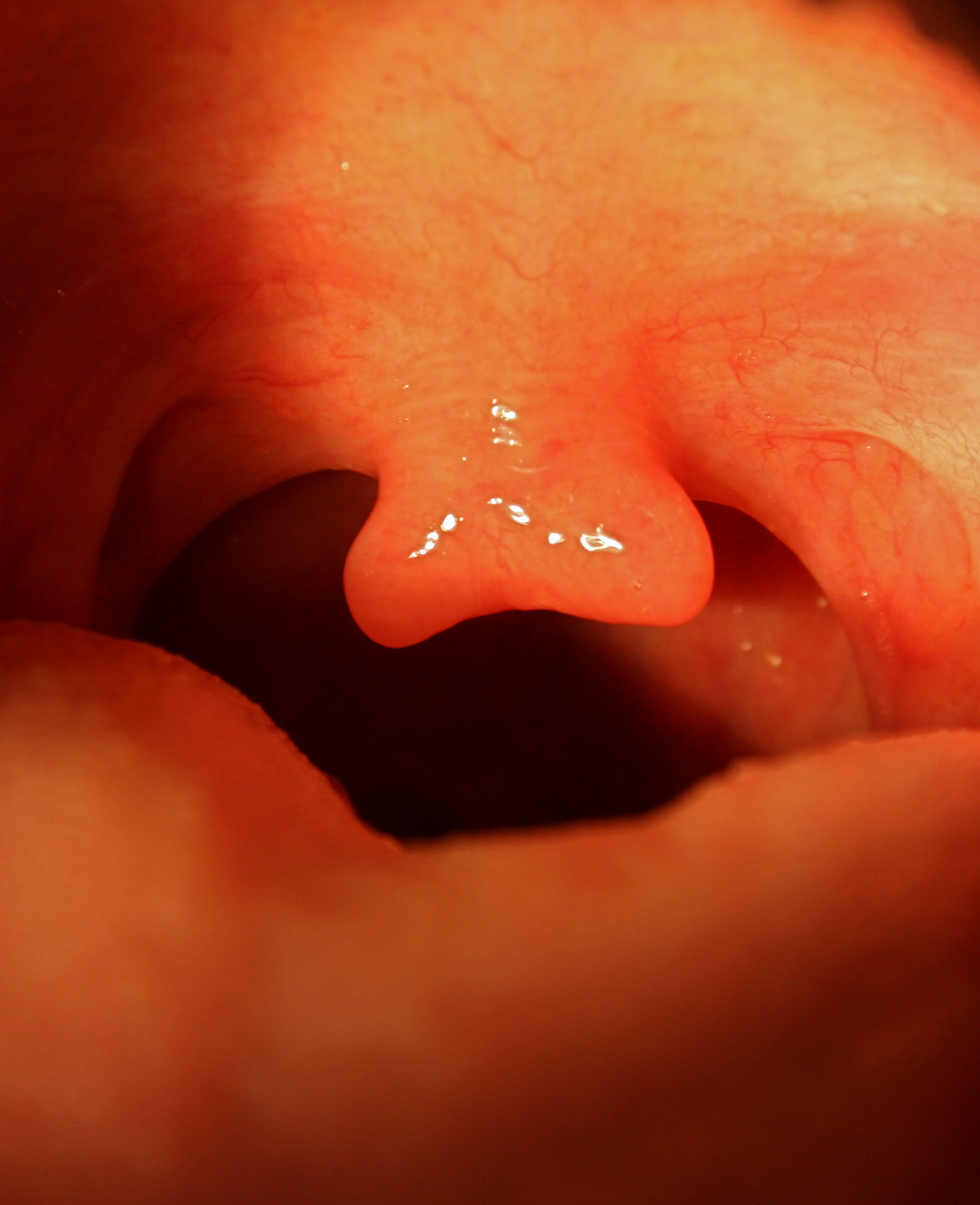
24세 여성의 이분된 목젖

이분된 목젖 또는 갈라진 목젖은 목젖이 나뉘거나 갈라진 상태를 말한다. 구개열이 있는 신생아는 종종 갈라진 목젖을 가지고 있다. 이분된 목젖은 구개 선반의 불완전한 융합으로 인해 발생하지만, 이는 경미한 형태의 열로 간주된다. 이분된 목젖은 일반적인 목젖보다 근육이 적어 중이염 문제가 반복될 수 있다. 삼킬 때 연구개는 뒤로 밀려 음식과 음료가 비강으로 들어가는 것을 막는다. 만약 연구개가 삼킬 때 목구멍 뒤쪽에 닿을 수 없다면, 음식과 음료가 비강으로 들어갈 수 있다. 목젖이 갈라지는 경우는 드물지만, 신생아에서 가장 흔한 입과 코 부위의 열상 형태이다. 이분된 목젖은 일반 인구의 약 2%에서 발생하지만, 아메리카 원주민과 같이 일부 인구에서는 10%의 높은 발생률을 보인다.
이분된 목젖은 드문 유전 증후군인 뢰이스-디츠 증후군의 흔한 증상이며, 이는 대동맥류의 위험 증가와 관련이 있다.

## 기능
삼킬 때 연구개와 목젖은 함께 움직여 비인두를 닫고, 음식이 비강으로 들어가는 것을 막는다.
또한 목젖에서 생성되는 풍부한 묽은 침은 목을 잘 윤활하게 하는 역할을 하는 것으로 제안되었다.
목젖은 발화에도 기능이 있다. 많은 언어에서 구개수음으로 알려진 여러 자음은 목젖과 혀 뒤쪽 사이에 기류 수축을 만들어 조음된다. 국제 음성 기호에서 [ʀ]로 표기되는 구개수 전동음이 한 예인데, 이는 프랑스어, 아랍어, 히브리어 등에서 사용된다. 목젖은 보조 발화 기관으로 제안되어 왔다.
목젖을 자극하면 구역반사도 유발된다. 이는 목젖 피어싱을 한 사람들에게 종종 문제가 되며, 구토를 유도하는 일반적인 방법이다.
또한 목젖은 음식 감지기/가드의 역할을 하여 한 입 먹는 중간에 호흡을 돕고, 작은 음식 조각이 흡입되어 질식으로 이어지는 것을 막는다.

## 임상적 중요성

### 염증

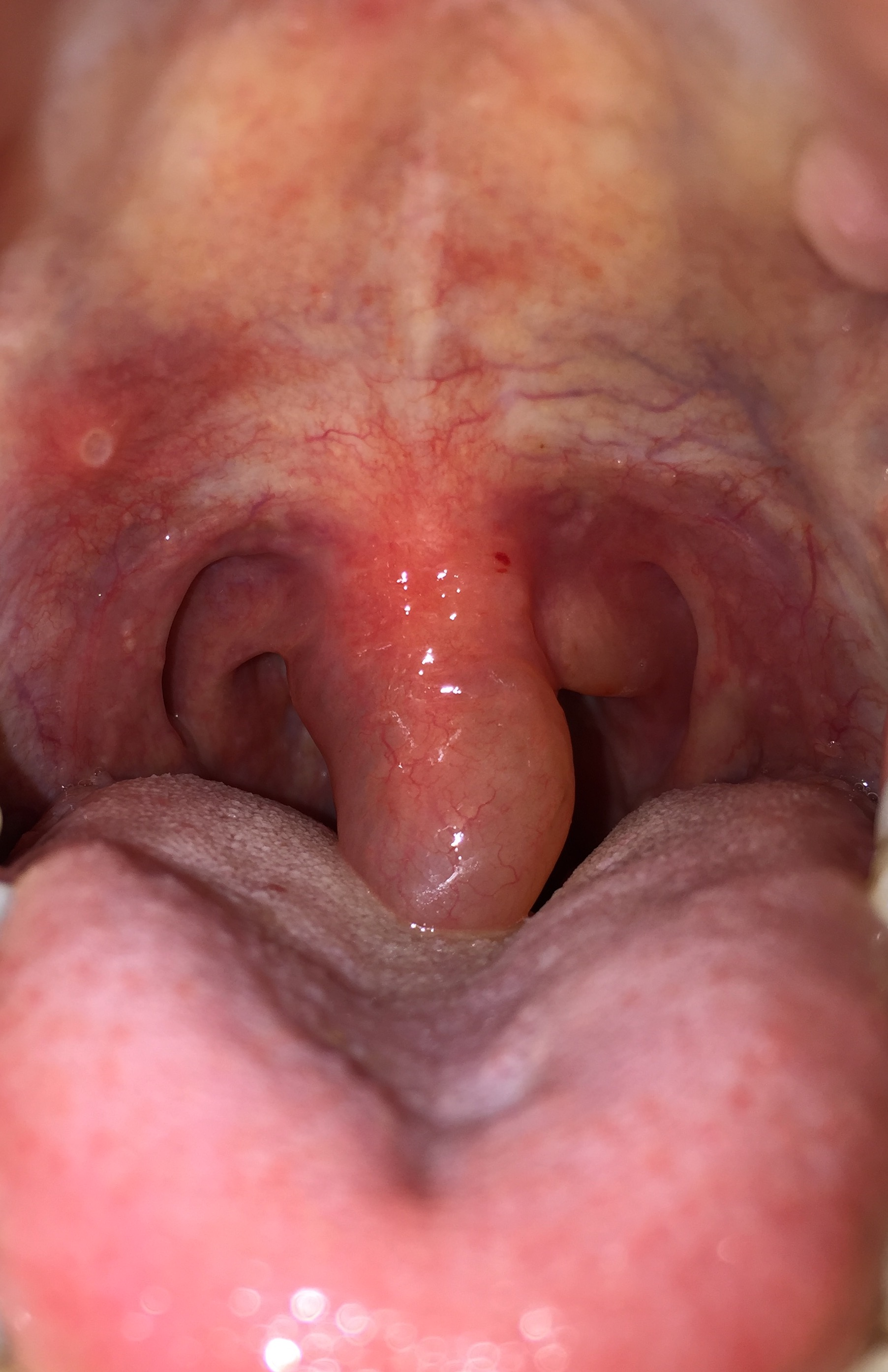
건강이 좋지 않은 성인의 부은 목젖과 추가적인 구강궤양 (감기)

때때로 목젖 주변의 점막이 부어오를 수 있으며, 이로 인해 목젖이 정상 크기의 3~5배로 커질 수 있다. 이 상태를 목젖염(uvulitis)이라고 한다. 목젖이 목이나 혀에 닿으면 이물질이 없는데도 구역질이나 질식하는 듯한 느낌을 유발할 수 있다. 이는 호흡, 말하기, 식사에 문제를 일으킬 수 있다.
목젖이 붓는 원인에 대한 많은 이론이 있는데, 탈수 (예: 건조한 날씨); 과도한 담배 흡연 또는 기타 흡입 자극물; 코골이; 알레르기 반응; 또는 바이러스 또는 세균 감염 등이 있다. 목젖에 생긴 아프타성 궤양도 부종과 불편함을 유발할 수 있다.
부종이 탈수로 인한 경우, 수분을 섭취하면 상태가 호전될 수 있다. 원인이 세균 감염인 경우, 소금물로 가글링하는 것이 도움이 될 수 있다. 그러나 다른 문제의 징후일 수도 있다. 재발성 목젖염 병력이 있는 일부 사람들은 발작 증상을 완화하기 위해 에피네프린 자동주사기를 휴대한다. 부은 목젖은 일반적으로 생명을 위협하지 않으며, 보통 하루 이내에 짧은 시간 내에 가라앉는다.

### 코골이 및 수면 무호흡증
목젖은 또한 코골이나 수면 중 심한 호흡에 기여할 수 있다. 목젖이 길어지면 코골이로 이어지는 진동을 유발할 수 있다. 어떤 경우에는 이것이 수면 무호흡증으로 이어질 수 있으며, 필요한 경우 목젖 전체 또는 일부를 제거하는 수술로 치료할 수 있는데, 이 수술은 구개수구개인두성형술 (일반적으로 UPPP 또는 UP3로 불림)이라고 한다. 그러나 이 수술은 흉터 조직이 형성되어 연구인두의 기도 공간이 감소하면 수면 무호흡증을 유발할 수도 있다. 수면 무호흡증 치료로서 UPPP의 성공률은 알려져 있지 않지만, 일부 연구에서는 증상 감소에 40~60%의 효과를 보였다. 일반적으로 무호흡증은 단기적으로는 완화되지만 중장기적으로는 재발하며, 때로는 UPPP 이전보다 악화되기도 한다.

### 연구개인두부전증
소수의 사람들에게서 목젖이 목 뒤쪽과 제대로 닫히지 않아 연구개인두부전증이라는 상태를 유발한다. 이는 코로 공기가 추가로 흘러내려가고, 화자가 [b]를 [m]처럼 발음하는 등 특정 자음을 발음할 수 없게 되는 "코맹맹이" (또는 더 정확히는 "과비음") 발음을 유발한다.

### 비강 역류
삼킬 때 연구개와 목젖은 위로 움직여 비인두를 닫아 음식이 비강으로 들어가는 것을 막는다. 이 과정이 실패하면 비강 역류라고 불린다. 이는 VPI, 근염, 신경근육질환이 있는 사람들에게 흔하다. 이러한 방식으로 액체가 역류하는 것은 특히 많은 양의 액체가 역류하거나 격렬한 기침 중에 발생할 수도 있다. 예를 들어, 물의 우연한 흡입으로 인해 발생할 수 있다. 기침이 목젖이 비인두를 막는 것을 방해하는 작용 때문에 액체가 코를 통해 다시 나올 수 있다.

## 사회와 문화

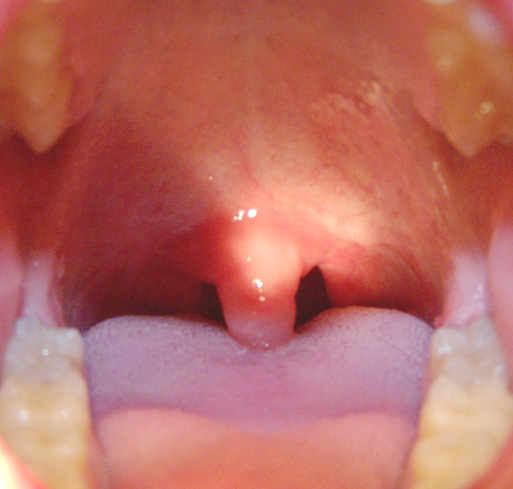
아이의 부은 목젖과 편도

소말리아, 에티오피아, 에리트레아를 포함한 아프리카 일부 지역에서는 목젖 또는 그 일부를 전통 치료사가 의례적으로 제거한다. 이 경우 목젖은 눈에 띄게 짧아질 수 있다. 이는 편도가 제거된 경우를 제외하고는 연구개인두부전증에 기여한다고 여겨지지 않는다.

## 역사

### 어원
라틴어에서 목젖의 영단어 ūvula는 "작은 포도"를 의미하며, 이는 ūva("포도", 어원 불명)의 지소형이다. 부은 목젖은 ūva라고 불렸다.

## 같이 보기
- 목